# Fenyőfalva
Fenyőfalva (románul: Bradu vagy Brad, németül: Gierelsau, szászul Giresa) falu Romániában, Szeben megyében.

## Fekvése
Az Olt jobb partján,  az 1-es főút mentén fekszik, a megyeszékhely Nagyszebentől mintegy húsz kilométerre délkeletre.

## Nevének eredete
Magyar (Feneufolua, 1311–19) és román neve (Brad, 1750) egymással azonos jelentésű, míg német nevét Szent Gellértről kapta (Gerudis vallis, 1332–35, Insula Gerhardi, 1335, Gerardsau, 1468).

## Története
Az Olt partján, a falu és Oltszakadát között Castrum Traiana kisebb római település nyomait ásták ki. A 14. századtól szebenszéki szász falu volt, amelyet 1876-ban Szeben vármegyéhez csatoltak. 1599-ben Vitéz Mihály serege pusztította el. Evangélikus egyházközsége 1766-ban 215 férfit és 129 asszonyt számlált. Görögkatolikus egyháza 1827-ben alakult meg, és 1846-ra egész román lakossága erre a hitre tért át. 1849-ben, Nagyszeben bevétele után Czetz János aratott győzelmet határában a császáriakon. Szász lakossága 1989 után Németországba települt.
1910-ben 1081 lakosából 588 volt román és 480 német anyanyelvű; 586 görögkatolikus és 478 evangélikus vallású.
2002-ben 1045 lakosából 961 volt román, 75 cigány és 8 német nemzetiségű; 770 ortodox, 223 görögkatolikus, 36 baptista és 9 evangélikus vallású.

## Látnivalók
- Kerítőfallal körülvett evangélikus temploma 1633-ban épült, harangtornya korábbi.
- A volt evangélikus parókia (18. század).

## Képek

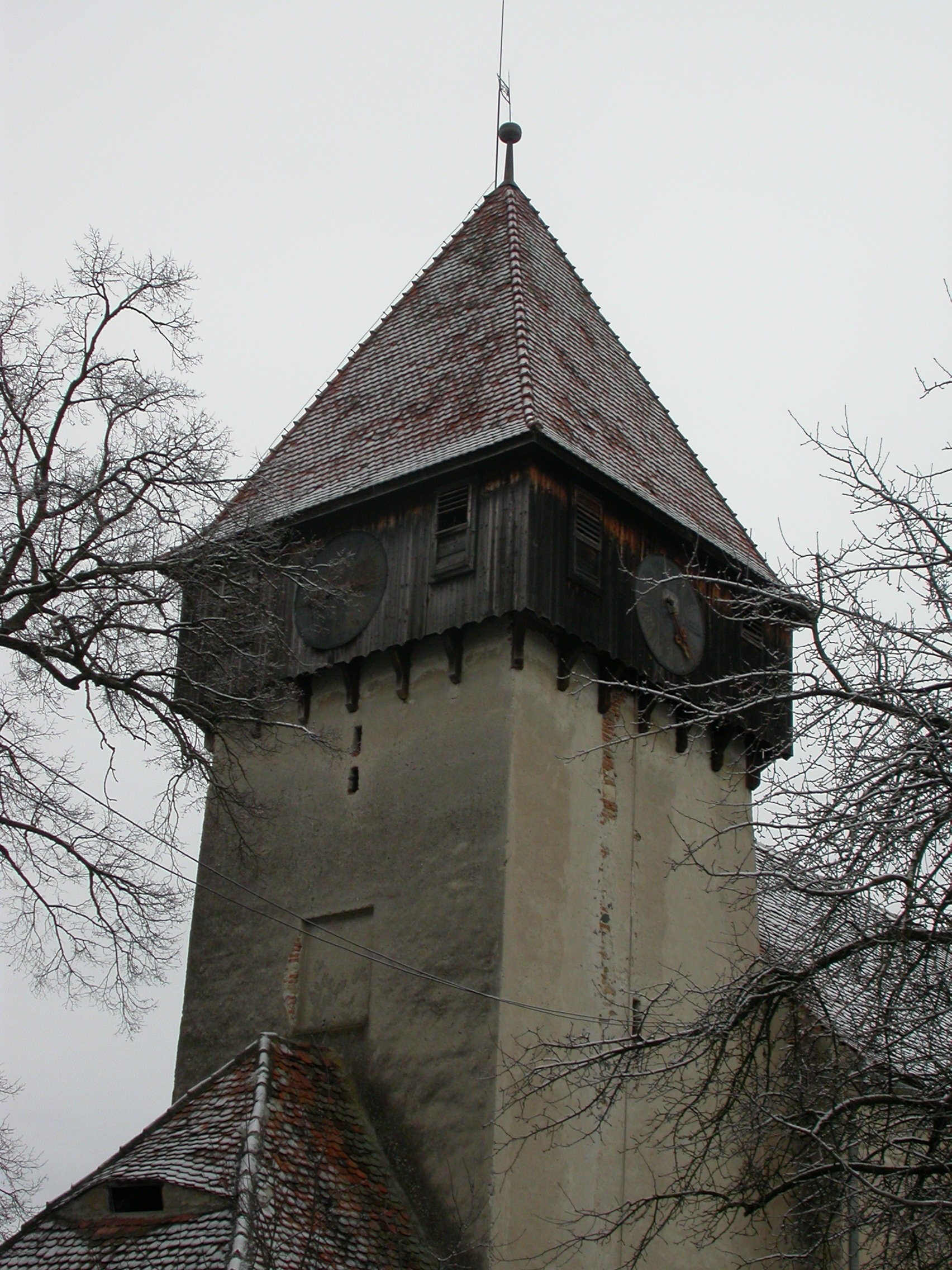
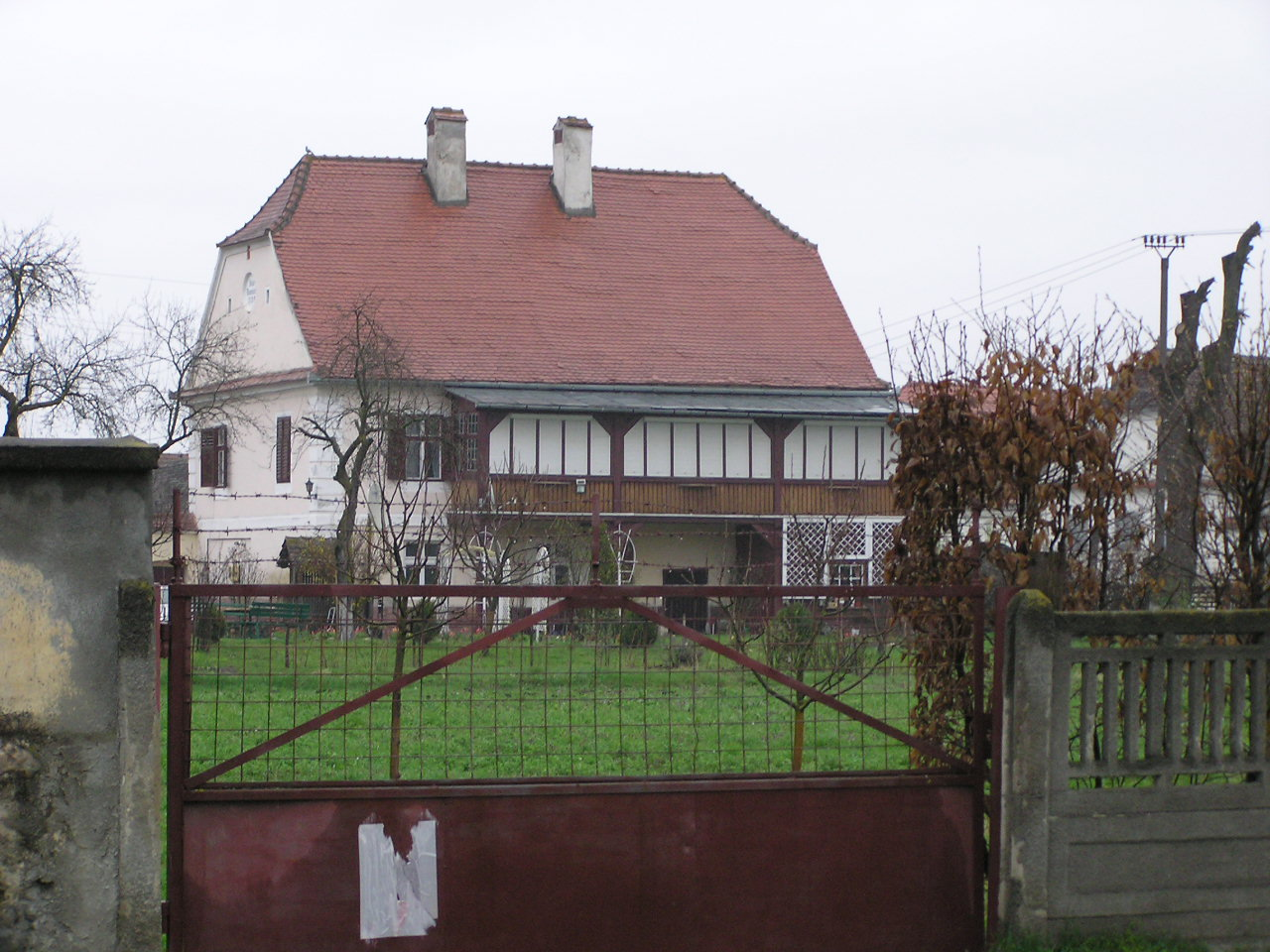
A volt evangélikus parókia
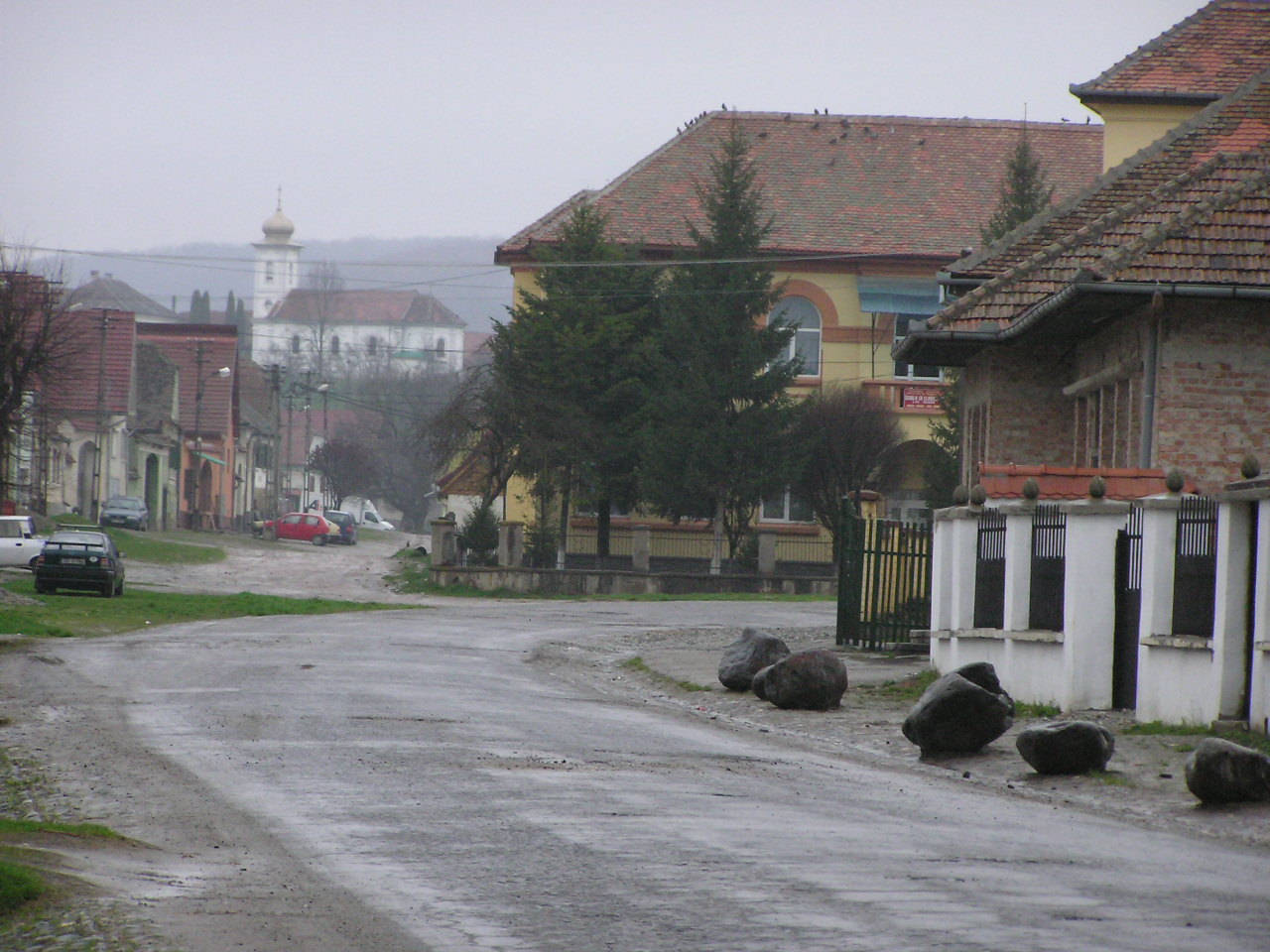
A faluközpont az iskolával, a háttérben az ortodox templom
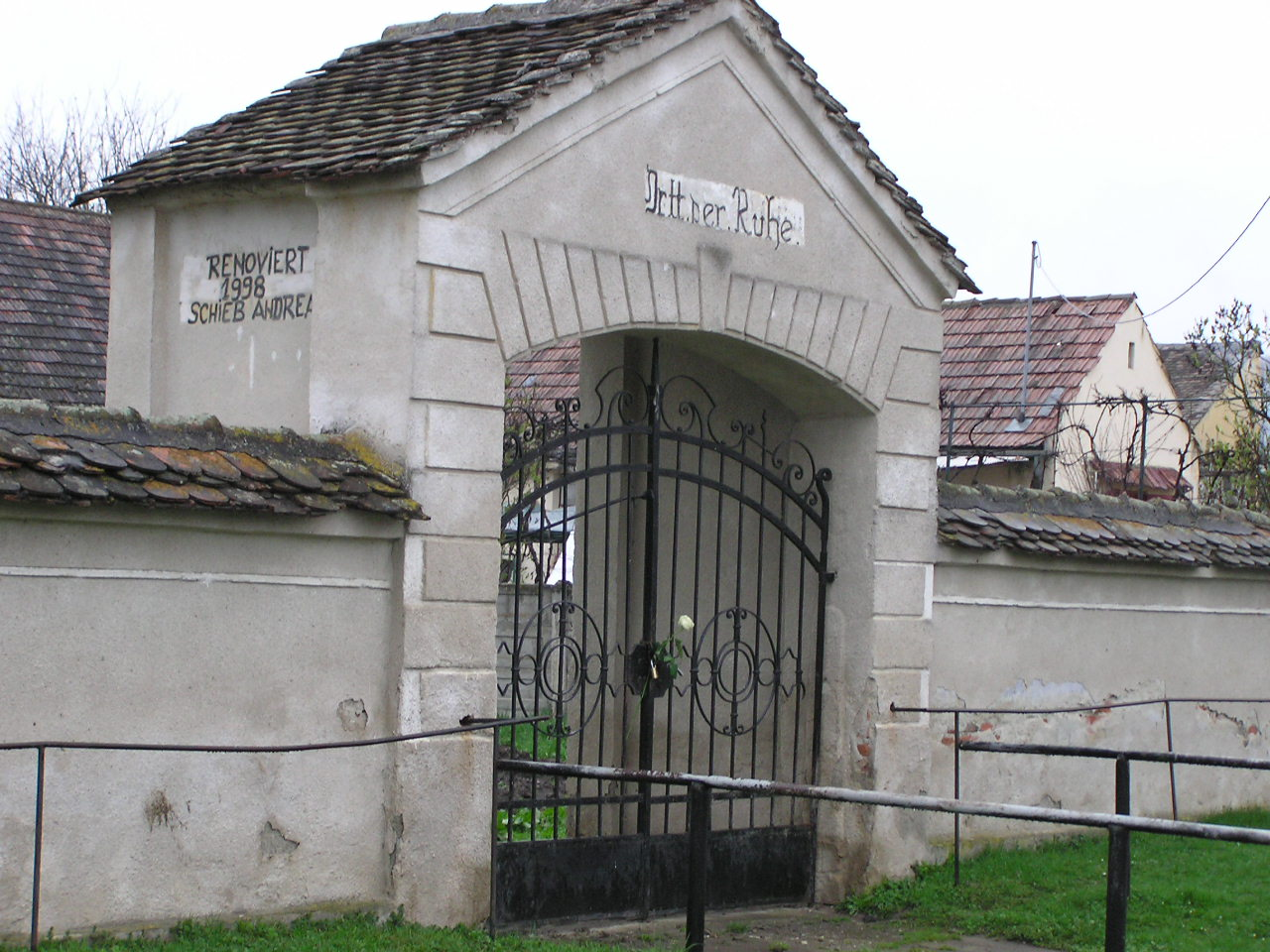
Az evangélikus temetőkapu
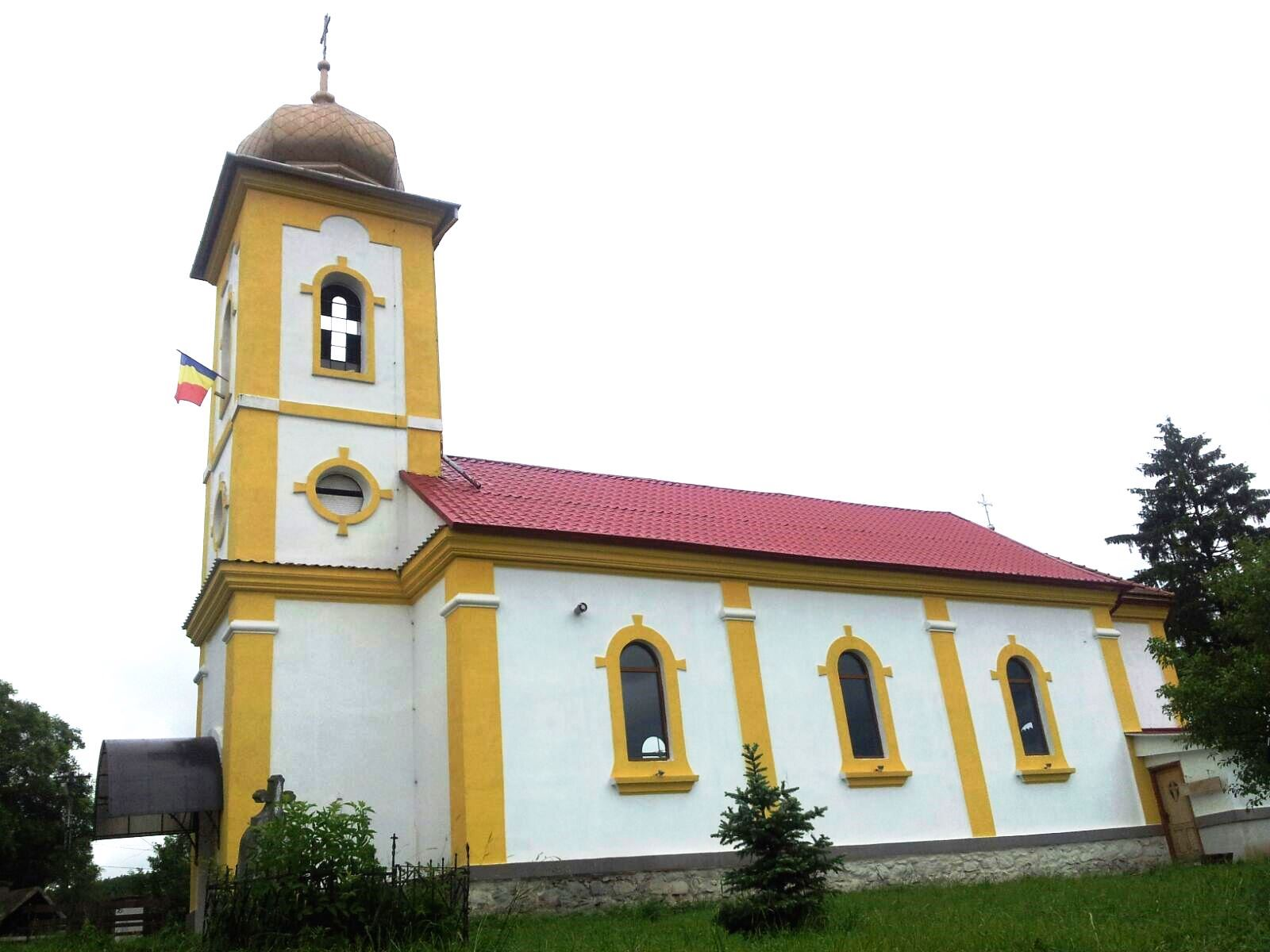
Görög katolikus templom
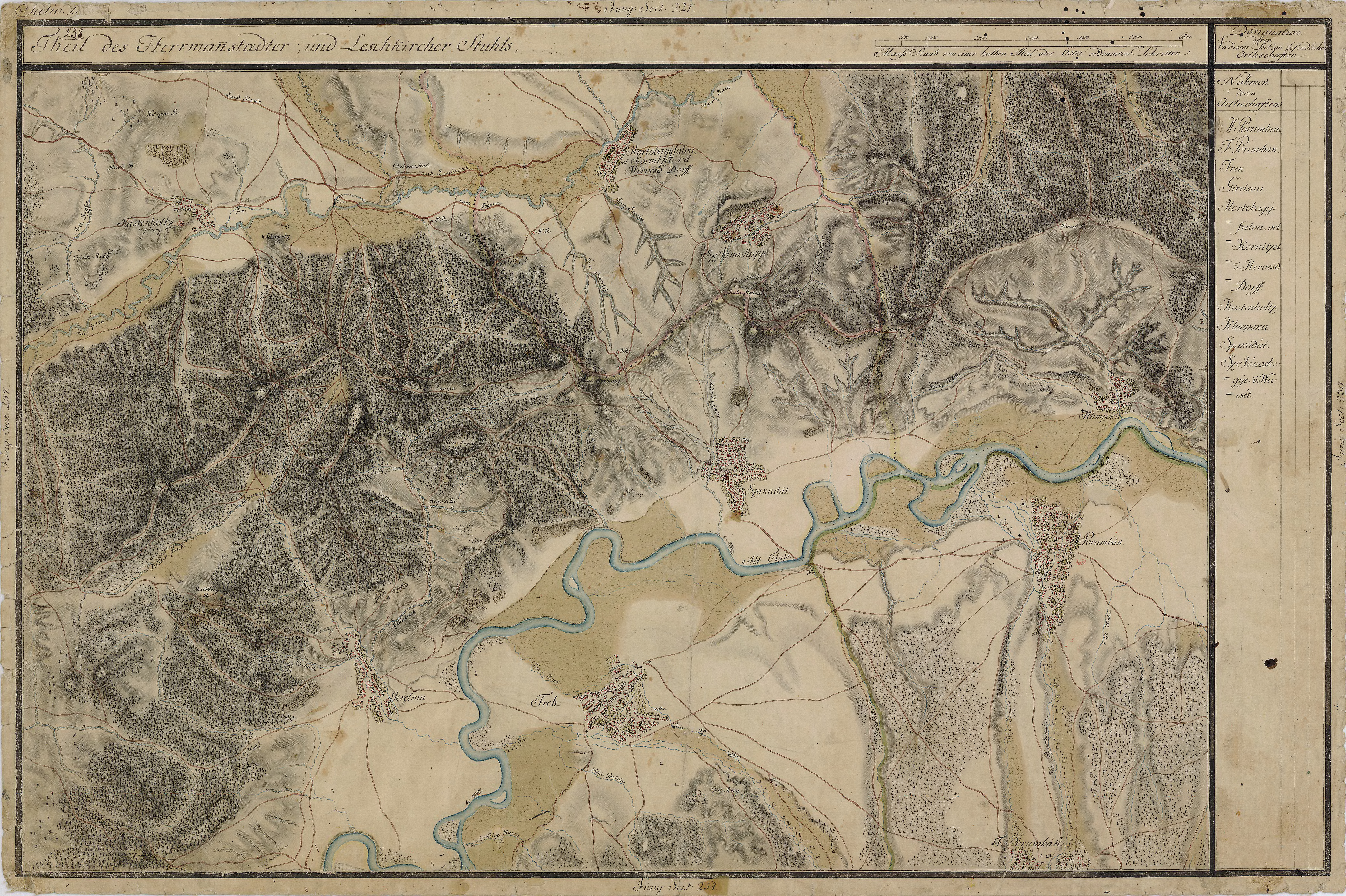
A falu környéke 1769 és 73 között
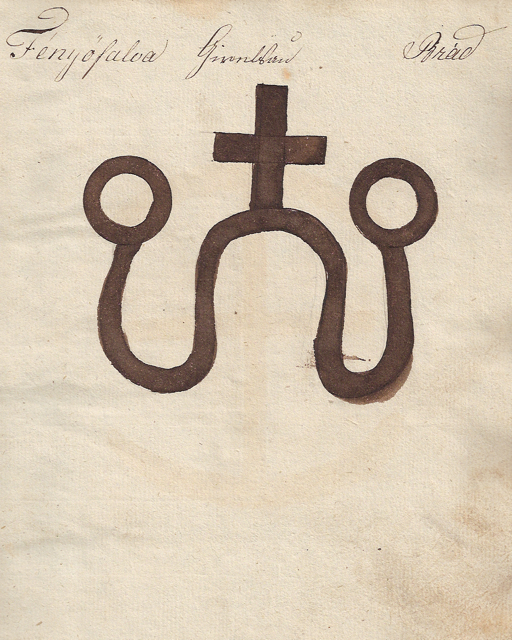
A falu egykori marhabélyege